# Championnat des îles Caïmans de football 2005
Navigation
Saison précédente Saison suivante
La saison 2005 du Championnat des îles Caïmans de football est la vingt-sixième édition de la première division aux Îles Caïmans, nommée CIFA National Premier League. L'ensemble des clubs caïmanais participe à la compétition, à la suite de la fusion des deux divisions nationales. Par conséquent, il n'y a ni promotion, ni relégation en fin de saison.
Du fait de l'ouragan Ivan qui a traversé le pays le 12 septembre 2004, la compétition n'a pu débuter qu'au printemps 2005 et a été considérablement raccourcie. Son format est adapté aux circonstances mais conserve toujours les deux phases :
- lors de la phase de poules, les clubs sont répartis en deux groupes, où chaque équipe rencontre une seule fois les formations de son groupe.
- la phase finale, jouée sous forme de matchs à élimination directe, est disputée par les deux premiers de chaque groupe, avec demi-finales et finale, sur un seul match.

C'est le club de Western Union qui remporte la compétition cette saison après avoir battu Scholars International lors de la finale nationale. Il s’agit du tout premier titre de champion des îles Caïmans de l'histoire du club, qui réalise même le doublé en s'imposant en finale de la Coupe des îles Caïmans, une nouvelle fois face à Scholars International.
Treize clubs prennent part au championnat, un record. Si Bodden Town FC est absent cette année, en revanche, trois clubs font leurs débuts en Premier League (Her Majesty's Prison et Tigers FC) ou leur retour (East End United).

## Qualifications continentales
Cette saison, aucun club caïmanais ne prend part à la CFU Club Championship 2005.

## Les clubs participants
- Scholars International
- Latinos FC
- Academy SC
- North Side FC
- Western Union FC
- George Town SC
- Roma FC
- Tigers FC
- FC International
- Sunset FC
- Future SC
- Her Majesty's Prison
- East End United

## Compétition
Le barème de points servant à établir le classement se décompose ainsi :
- Victoire : 3 points
- Match nul : 1 point
- Défaite : 0 point

### Classement

#### Phase de groupes
| Rang | Équipe                 | Pts | J | G | N | P | Bp | Bc | Diff |
| ---- | ---------------------- | --- | - | - | - | - | -- | -- | ---- |
| 1    | Scholars International | 15  | 6 | 5 | 0 | 1 | 12 | 3  | +9   |
| 2    | George Town SC         | 14  | 6 | 4 | 2 | 0 | 14 | 2  | +12  |
| 3    | FC International       | 9   | 6 | 3 | 2 | 1 | 13 | 5  | +8   |
| 4    | Tigers FC              | 7   | 6 | 2 | 1 | 3 | 4  | 7  | -3   |
| 5    | Sunset FC              | 7   | 6 | 2 | 1 | 3 | 7  | 10 | -3   |
| 6    | East End United        | 5   | 6 | 1 | 2 | 3 | 7  | 6  | +1   |
| 7    | Her Majesty's Prison   | 0   | 6 | 0 | 0 | 6 | 3  | 27 | -24  |

| Rang | Équipe         | Pts | J | G | N | P | Bp | Bc | Diff |
| ---- | -------------- | --- | - | - | - | - | -- | -- | ---- |
| 1    | Western UnionC | 15  | 5 | 5 | 0 | 0 | 13 | 4  | +9   |
| 2    | Latinos FCT    | 9   | 5 | 3 | 0 | 2 | 9  | 7  | +2   |
| 3    | Roma FC        | 7   | 5 | 2 | 1 | 2 | 5  | 7  | -2   |
| 4    | North Side FC  | 6   | 5 | 2 | 0 | 3 | 6  | 5  | +1   |
| 5    | Future SC      | 4   | 5 | 1 | 1 | 3 | 2  | 4  | -2   |
| 6    | Academy SC     | 2   | 5 | 0 | 2 | 3 | 4  | 12 | -8   |

|  | Qualification pour la phase finale                             |
|  | T : Tenant du titre C : Vainqueur de la Coupe des îles Caïmans |

#### Phase finale
|  | Demi-finales           | Demi-finales           | Demi-finales           | Demi-finales           |                   |                   | Finale      | Finale      | Finale      | Finale      |
|  |                        |                        |                        |                        |                   |                   |             |             |             |             |
|  | 1er mai 2005           | 1er mai 2005           | 1er mai 2005           | 1er mai 2005           |                   |                   | 16 mai 2005 | 16 mai 2005 | 16 mai 2005 | 16 mai 2005 |
|  | Western Union          | Western Union          | 4                      | 4                      |                   |                   | 16 mai 2005 | 16 mai 2005 | 16 mai 2005 | 16 mai 2005 |
|  | Western Union          | Western Union          | 4                      | 4                      |                   |                   | 16 mai 2005 | 16 mai 2005 | 16 mai 2005 | 16 mai 2005 |
|  | George Town SC         | George Town SC         | 2                      | 2                      |                   |                   | 16 mai 2005 | 16 mai 2005 | 16 mai 2005 | 16 mai 2005 |
|  | George Town SC         | George Town SC         | 2                      | 2                      | Western Union tab | Western Union tab | 0           | 0           |             |             |
|  | 1er mai 2005           |                        |                        |                        | Western Union tab | Western Union tab | 0           | 0           |             |             |
|  |                        |                        | Scholars International | Scholars International | 0                 | 0                 |             |             |             |             |
|  | Scholars International | Scholars International | Scholars International | Scholars International | 0                 | 0                 | 3           | 3           |             |             |
|  | Scholars International | Scholars International |                        |                        |                   |                   |             | 3           |             |             |
|  | Latinos FC             | Latinos FC             | 0                      | 0                      |                   |                   |             |             |             |             |
|  | Latinos FC             | Latinos FC             | 0                      | 0                      |                   |                   |             |             |             |             |

## Bilan de la saison
| Championnat des îles Caïmans de football 2005 |                           |
| Champion                                      | Western Union (1er titre) |
| Coupes et trophées                            |                           |
| Vainqueur de la Coupe des îles Caïmans 2005   | Western Union             |
| Qualifications continentales                  |                           |
| CFU Club Championship 2005                    | Aucun                     |
| Promotions et relégations                     |                           |
| Promus en CIFA National Premier League        | Aucun                     |
| Relégués en Division One                      | Aucun                     |